# Chandigarh
Chandigarh là một thành phố và đồng thời cũng là một vùng lãnh thổ liên bang của Ấn Độ. Đây là thành phố có quy chế hành chính đặc biệt: vừa là bang, vừa là huyện, vừa là xã.

## Địa lý
Chandigarh có vị trí 30°44′B 76°47′Đ / 30,74°B 76,79°Đ Nó có độ cao trung bình là 321 mét (1053 foot).

### Khí hậu
| Dữ liệu khí hậu của Chandigarh         | Dữ liệu khí hậu của Chandigarh | Dữ liệu khí hậu của Chandigarh | Dữ liệu khí hậu của Chandigarh | Dữ liệu khí hậu của Chandigarh | Dữ liệu khí hậu của Chandigarh | Dữ liệu khí hậu của Chandigarh | Dữ liệu khí hậu của Chandigarh | Dữ liệu khí hậu của Chandigarh | Dữ liệu khí hậu của Chandigarh | Dữ liệu khí hậu của Chandigarh | Dữ liệu khí hậu của Chandigarh | Dữ liệu khí hậu của Chandigarh | Dữ liệu khí hậu của Chandigarh |
| Tháng                                  | 1                              | 2                              | 3                              | 4                              | 5                              | 6                              | 7                              | 8                              | 9                              | 10                             | 11                             | 12                             | Năm                            |
| -------------------------------------- | ------------------------------ | ------------------------------ | ------------------------------ | ------------------------------ | ------------------------------ | ------------------------------ | ------------------------------ | ------------------------------ | ------------------------------ | ------------------------------ | ------------------------------ | ------------------------------ | ------------------------------ |
| Cao kỉ lục °C (°F)                     | 27.7 (81.9)                    | 32.8 (91.0)                    | 37.8 (100.0)                   | 42.7 (108.9)                   | 44.6 (112.3)                   | 45.3 (113.5)                   | 42.0 (107.6)                   | 39.0 (102.2)                   | 37.5 (99.5)                    | 37.0 (98.6)                    | 34.0 (93.2)                    | 28.5 (83.3)                    | 45.6 (114.1)                   |
| Trung bình ngày tối đa °C (°F)         | 20.4 (68.7)                    | 23.1 (73.6)                    | 28.4 (83.1)                    | 34.5 (94.1)                    | 38.3 (100.9)                   | 38.6 (101.5)                   | 34.0 (93.2)                    | 32.7 (90.9)                    | 33.1 (91.6)                    | 31.8 (89.2)                    | 27.3 (81.1)                    | 22.1 (71.8)                    | 30.4 (86.7)                    |
| Tối thiểu trung bình ngày °C (°F)      | 6.1 (43.0)                     | 8.3 (46.9)                     | 13.4 (56.1)                    | 18.9 (66.0)                    | 23.1 (73.6)                    | 25.4 (77.7)                    | 23.9 (75.0)                    | 23.3 (73.9)                    | 21.8 (71.2)                    | 17.0 (62.6)                    | 10.5 (50.9)                    | 6.7 (44.1)                     | 16.5 (61.7)                    |
| Thấp kỉ lục °C (°F)                    | 0.0 (32.0)                     | 0.0 (32.0)                     | 4.2 (39.6)                     | 7.8 (46.0)                     | 13.4 (56.1)                    | 14.8 (58.6)                    | 14.2 (57.6)                    | 17.2 (63.0)                    | 14.3 (57.7)                    | 9.4 (48.9)                     | 3.7 (38.7)                     | 0.0 (32.0)                     | 0.0 (32.0)                     |
| Lượng mưa trung bình mm (inches)       | 33.1 (1.30)                    | 38.9 (1.53)                    | 30.4 (1.20)                    | 8.5 (0.33)                     | 28.4 (1.12)                    | 145.2 (5.72)                   | 280.4 (11.04)                  | 307.5 (12.11)                  | 133.0 (5.24)                   | 21.9 (0.86)                    | 9.4 (0.37)                     | 21.9 (0.86)                    | 1.059,3 (41.70)                |
| Số ngày mưa trung bình                 | 2.6                            | 2.8                            | 2.6                            | 1.1                            | 2.1                            | 6.3                            | 12.3                           | 11.4                           | 5.0                            | 1.4                            | 0.8                            | 1.4                            | 49.8                           |
| Nguồn: India Meteorological Department |                                |                                |                                |                                |                                |                                |                                |                                |                                |                                |                                |                                |                                |

## Nhân khẩu
Theo điều tra dân số năm 2001 của Ấn Độ, Chandigarh có dân số 808.796 người. Phái nam chiếm 56% tổng số dân và phái nữ chiếm 44%. Chandigarh có tỷ lệ 73% biết đọc biết viết, cao hơn tỷ lệ trung bình toàn quốc là 59,5%: tỷ lệ cho phái nam là 76%, và tỷ lệ cho phái nữ là 68%. Tại Chandigarh, 12% dân số nhỏ hơn 6 tuổi.